# Miha Plot
Miha Plot (ur. 11 maja 1987 w Novo mesto) – słoweński siatkarz, grający na pozycji libero. 

## Sukcesy klubowe
Liga belgijska:
- 2011, 2012

Puchar Słowenii:
- 2015, 2021

MEVZA:
- 2015, 2021

Liga słoweńska:
- 2015
- 2022[3]
- 2021

## Sukcesy reprezentacyjne
Igrzyska Śródziemnomorskie:
- 2009

Liga Europejska:
- 2011

Mistrzostwa Europy:
- 2015

## Nagrody indywidualne
- 2006: Najlepszy libero Mistrzostw Europy Juniorów